# Pflegamt Hauseck
Koordinaten: 50° N, 12° O

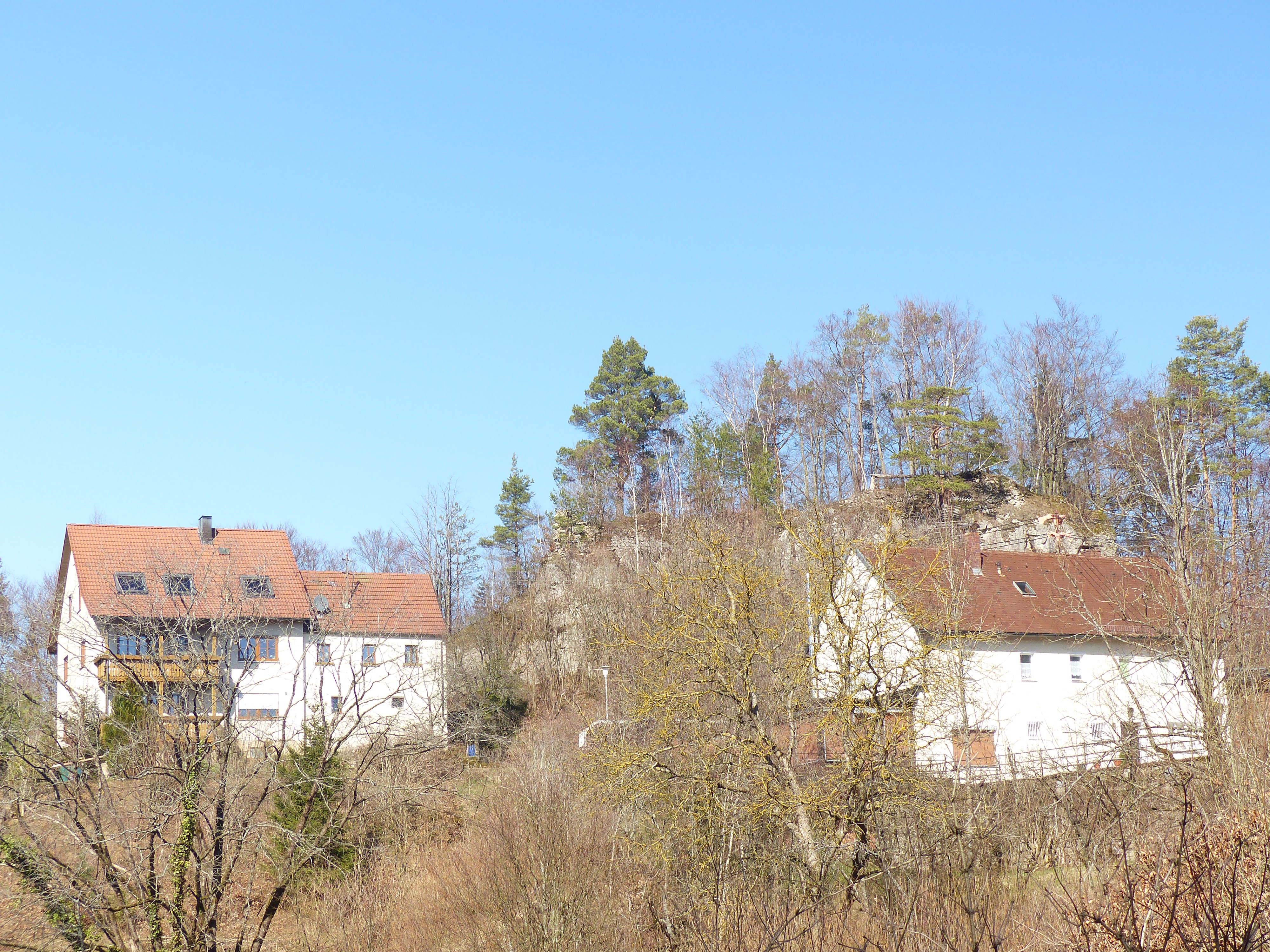
Der Weiler Hauseck, mit den Ruinen der Burg Hauseck im Hintergrund

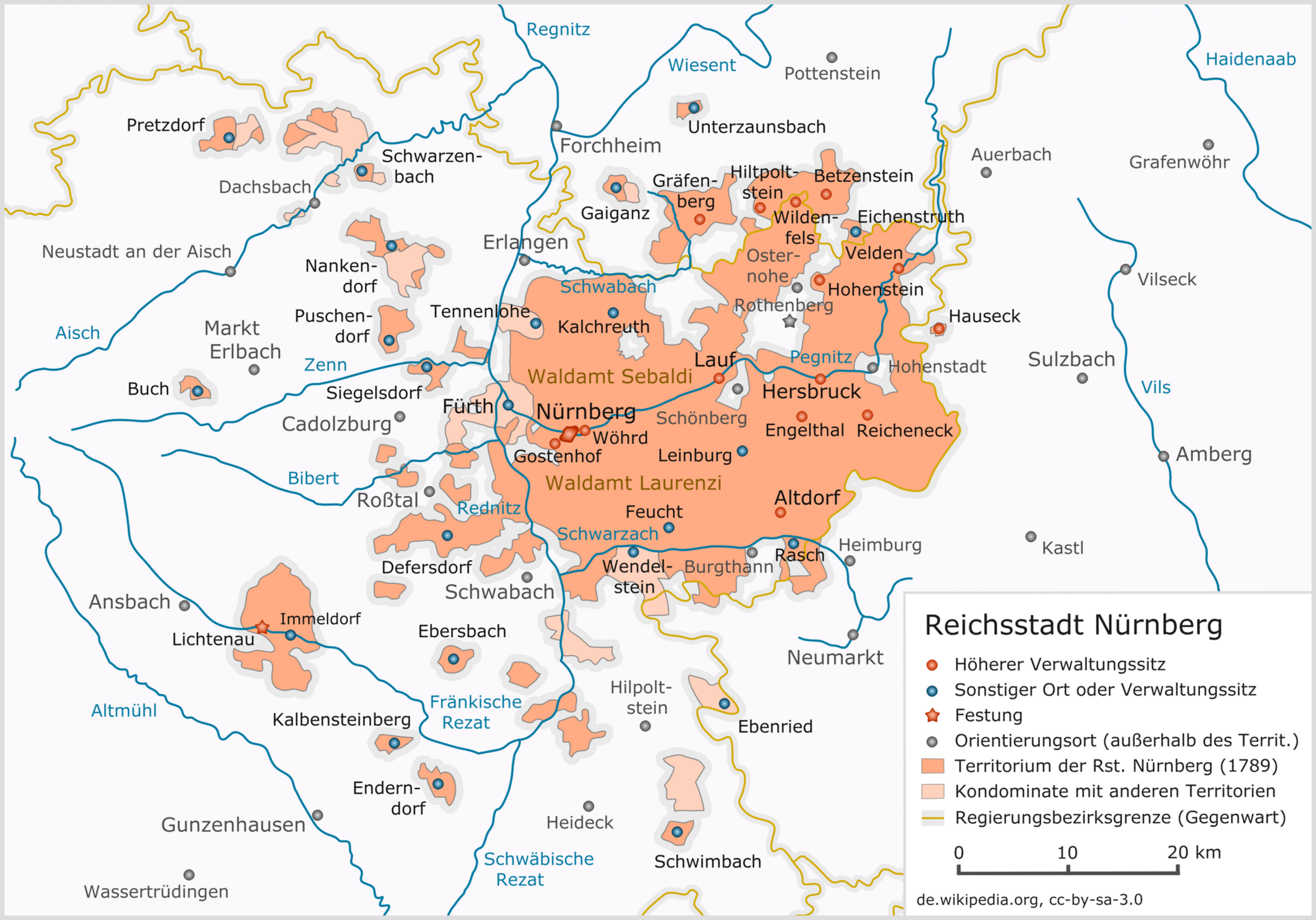
Das Landgebiet der Reichsstadt Nürnberg

Das Pflegamt Hauseck war eines der zeitweise mehr als ein Dutzend Pflegämter umfassenden Gebiete, mit denen die Reichsstadt Nürnberg die Verwaltung ihres Territorialbesitzes organisiert hatte.

## Geschichte
Die Entstehung des Pflegamtes Hauseck geht auf die Erwerbung der 1338 zum ersten Mal erwähnten Burg Hauseck durch die Reichsstadt Nürnberg zurück. Spätestens um das Jahr 1500 war es dem reichsstädtischen Rat nämlich gelungen, die Nutzungsrechte über diese Befestigungsanlage zu erlangen. Einige Jahre später wurde die Burg im Landshuter Erbfolgekrieg von kurpfälzischen Truppen eingenommen, den nürnbergischen Streitkräften gelang es im weiteren Verlauf des Krieges aber, diese wieder zurückzuerobern. Im Jahr 1507 konnte die Burganlage von der Reichsstadt käuflich erworben werden, die daraus einige Jahre später das Pflegamt Hauseck bildete. Dieses bestand lediglich aus dem kleinen Ort Hauseck und der Burg, sowie aus den umliegenden Flurgebieten. Der von der Reichsstadt zur Administrierung des Gebietes eingesetzte Pfleger residierte auf Burg Hauseck, die allerdings während des zweiten Markgräflerkrieges am 24. Mai 1552 von Truppen des brandenburg-kulmbachischen Markgrafen Albrecht Alcibiades eingenommen und zerstört wurde. Die Burg wurden nach dem Ende des Krieges nicht wieder aufgebaut, Hauseck fungierte aber noch ein weiteres halbes Jahrhundert als Sitz des reichsstädtischen Pflegamtes. Zur Einsparung von Verwaltungskosten wurde das Pflegamt Hauseck aber im Jahr 1610 vom Nürnberger Rat aufgehoben und dessen kleines Territorium dem Pflegamt Velden angegliedert.